# Чернихівецька сільська громада
Чернихівецька сільська громада — колишня об'єднана територіальна громада в Україні, у Збаразькому районі Тернопільської области. Адміністративний центр — с. Чернихівці.
Площа громади — 38,8 км², населення — 2158 осіб (до 2020).
Утворена 12 серпня 2015 року шляхом об'єднання Старозбаразької та Чернихівецької сільських рад Збаразького району.
12 червня 2020 року громада була ліквідована і увійшла до Збаразької міської громади.

## Населені пункти
До складу громади входили 3 села:
- Верняки
- Старий Збараж
- Чернихівці